# 有本紗世
有本 紗世（ありもと さよ、1992年10月22日 - ）は、日本の元AV女優。

## 略歴・人物
2013年にAVデビューした、ロリ系の企画女優。
本人のツイートで、被虐に目覚めるきっかけとなった作品として、「告白。 僕のオチンチンと付き合って下さい。 さよ148cm 【無毛】」をあげている。2014年より参加しているTOHJIRO監督に、昭和の匂いのあるM女と称されている。
2014年7月、セガのゲーム「龍が如く」のキャラクター出演をかけたセクシー女優人気投票にエントリー。
Japan Adult Expo 2014のイベントに参加し、AV OPEN 2015に出演・参加作品のうち、SM・ハード部門「4 ミッシング少女」（ドグマ）、マニア・フェチ部門「女子校生のおま◆こおっぴろげ喫茶」（OFFICE K'S）がエントリー。
2015年10月26日、ツイッターにて引退を発表。

## 作品

### アダルトDVD
- 「ワザと看護師にせんずりを見せつけたらヤられるか?」 VOL.7（3月7日、DANDY）[要出典]
- 中●生 問題映像 修学旅行睡眠薬レイプ（3月8日、I.B.WORKS）[要出典]
- おじさん！肩車して！（4月25日、Hunter）[要出典]
- 告白。 僕のオチンチンと付き合って下さい。 さよ148cm 【無毛】（5月1日、ミニマム）
- 痴漢OK娘 VOL.11（5月9日、ナチュラルハイ）[要出典]
- 女子からはキモがられ一切無視されている僕。かたや自分の誕生日会に友達がいっぱい集まる人気者の妹。そんな妹の誕生日会にやって来る友達が可愛すぎて、思わず飲み物に「どんなウブな女の子でも自分からチ○ポを求めてしまう媚薬」を入れてしまいました。予想以上に効果抜群で全員にいやらしいことを求められました。味をしめた僕は妹の友だちが集まるお泊り会と勉強会にも媚薬を投入し夢のハーレム大成功! ※ただし間違えて飲んだ妹とも性的関係を結んでしまったのは誤算でした。（5月9日、Hunter）[要出典]
- 接吻ポルノ映画館 中年男と濃厚なディープキスがしたい娘たち（5月10日、クリスタル映像）
- 小○生露天風呂レイプ（5月10日、青空ソフト）[要出典]
- 素人限定! リンボーダンス!（5月23日、ATOM）[要出典]
- 小さい女の子12人の未公開フェラ4。 変態たちの秘蔵コレクション。（6月1日、ミニマム）[要出典]
- 美術館で白い本気汁を恥ずかしいほど垂れ流す敏感娘（6月6日、ナチュラルハイ）[要出典]
- 性処理玩具少女 〜紗世〜（6月10日、ユープランニング）
- 生中痴漢 7（6月20日、ナチュラルハイ）[要出典]
- 娘よ、俺の子供を産め! 近親相姦 大家族5姉妹に夜這い中出し 4（6月20日、V&Rプロダクツ）[要出典]
- 黒髪の転校生 第二章 〜あまりに素朴で幸薄な、純粋すぎる瞳をした君〜（6月30日、JUMP）
- アジア古式マッサージ店盗撮 49（7月5日、ゴーゴーズ）[要出典]
- スクールゾーン電マ 通学路で敏感なクリトリスを刺激され漏らす○学生（7月6日、ナチュラルハイ） [要出典]
- 娘の肩もみで思わず勃起！（7月6日、Hunter） [要出典]
- 田舎のバス停にいる純な女子校生に、ぱつんぱつんパンツのモッコリチ○コを見せつけたら、実はHに興味津々でこっそりチ○コをさわってきた!（7月18日、SODクリエイト）[要出典]
- 未発達な身体に個別指導塾開講 その気スイッチON!（7月18日、V&Rプロダクツ）[要出典]
- 「団地少女にイタズラ」 おじさん小○校 新入生Sちゃん（7月19日、ロリ専科）[要出典]
- 幼精飼育 精子大量ぶっかけゴックン（7月26日、First Star）
- 性愛 【8】 学校では深刻なイジメを受け、家では近親相姦…もはや普通の女子校生の生活は望めない女の子が欲求不満の男たちに求められるもの－。（8月1日、FAプロ）
- 復活!!元祖マジックミラー号 街行く可愛い一般お嬢さ〜ん!! 超高級ソープ嬢になって男をイカせるソープテクを磨いてみませんか!?（8月8日、SODクリエイト）[要出典]
- キミだけに語りかけ! ロリっ娘20人! オマ●コぴちゃぴちゃ指入れ自画撮りオナニー 4時間DX vol.07（8月16日、ロリ専科） [要出典]
- 秘宝 少女マニア倶楽部 意識を失った紗世のパイパンに子種汁（8月16日、GLAY'z）
- 自主制作 小●生 中出しレイプ（8月16日、幼忌婢）[要出典]
- スウィムアンダーの世界 vol.1（8月16日、Athlete）[要出典]
- 痴漢輪姦電車（8月22日、ナチュラルハイ）
- 子供っぽい下着は今日で卒業！（8月22日、Hunter）
- ヒロイン拷問くすぐり Vol.2（8月23日、虎堂）
- JK文化祭模擬店 ちら見せオナサポ喫茶 6（8月25日、アロマ企画）
- 痴漢奇襲集団（9月5日、グローリークエスト）
- ハァハァ…、これ近親相姦じゃないよね…? ガチンコ仲良し兄妹の愛液くちゅくちゅ ハニカミ素股体験（9月5日、アイエナジー）
- 林間学校逆輪姦（9月5日、V&Rプロダクツ）
- 歳の差は30歳 性欲を我慢できずに親のチ●ポを求める少女たち…（9月6日、眠姦）
- ロリ風俗店 中出しさせてくれる美少女たち（9月6日、SWEET）
- うちの妻・N海（25）を寝取ってください 27 結婚三年目 洋服販売員 子供なし（9月6日、ゴーゴーズ）
- ロリナンパ!! 素人ロリギャルにHな本を読ませたりしてその気にさせて生ハメ中出し!!!（9月13日、隼エージェンシー）
- 毛の無い少女に中出し 8（9月15日、ケー・トライブ）
- レズSM 本物女王様の本格SM責め イキまくるパイパン女（9月19日、MEGAMI）
- 自転車の椅子に媚薬を塗られ通学路でも我慢できずサドルオナニーをするほど発情しまくる女子高生（9月19日、ナチュラルハイ）
- 究極の中出し近親相姦企画 最愛の息子に伝えたい… 妊娠させるための性教育 5（9月19日、ディープス）
- 美少女真正中出し（9月20日、ロリ専科）
- ガチンコ中出し!顔出し!人妻ナンパ 〜キレイなセレブ妻と濃密な戯れ in 西新宿〜（9月25日、ビッグモーカル）
- デカ尻JKのピストン騎乗位 DX 3（9月25日、アロマ企画）
- 脳が疼いて身体が止められない（コントロール出来ない）欲情痴女（9月25日、アロマ企画）
- ツルマン制服少女のおマ○コ遊び 第1集（10月4日、映天）
- 「カップル限定」マジックミラー号の中で、自慢の彼女を「寝とって」真正中出し! 8（10月10日、SODクリエイト）
- ノーブラがバレちゃった！（10月10日、Hunter）
- おしゃぶり撮影会 女子校生編（10月13日、隼エージェンシー）
- ち○ぽ愛しき漏れ吐息 感情ダダ漏れ吐息フェラ（10月13日、アロマ企画）
- ドスケベ女18人 いつでもどこでも本気でイキまくる オナニーマガジン 4時間（10月15日、プリモ）
- 「本当の僕はエゴマゾ」 怖くない可愛い小さな女の子にアナルを犯されたい。（10月19日、MEGAMI）
- パイパン妹を独占したい兄の変態近親愛欲 中○生汁塗れ陵辱（11月9日、ディープス）
- 保健室でムチムチブルマをマッサージされ気持ちよすぎて我慢できずにブルマ汁が溢れ出す押しに弱い高感度女子校生（11月9日、ディープス）
- 放課後に君とふたりで 〜女子校生レズ 第二章（11月13日、U&K）
- BLOODY PURGE 〜身代わり〜（11月22日、GIGA）
- 仲良し4人組のワレメに1本のチ○コを代わる代わる挿入して1人占め乱交する。（12月1日、ミニマム）
- パイパン中出しサークル（12月5日、グローリークエスト）
- ロリ専科 美少女をいいなりにして生ハメII 真正中出し！！4時間！！（12月6日、ロリ専科）
- 大人しい地味子に中出し 22 さよ（12月15日、ケー・トライブ）
- 迫る危機（12月16日、DID企画）

- 性愛 trois（1月1日、FAプロ）
- 2人いっしょに。 生まれて初めてのおしり。 奇跡のアナル交互挿入。 さよとゆう（1月1日、ミニマム）
- 輪姦アクメ拷問 総集編 逝き狂い 弐（1月19日、キチックス）
- 達磨淫肉オーガズム vol.1（1月25日、BLACK BABY）
- 狂乱木馬地獄 vol.1（2月13日、BLACK BABY）
- レズビアンヴィーナスII（2月13日、U&K）
- オフィスレズビアン 美と愛欲に溺れた女たち（2月13日、AVS）
- ミスティックブルー変身前（脚フェチ・接吻・凌辱・痴女）（2月14日、GIGA）
- いやらしい女子15人のザーメンごっくんフェラチオ（2月15日、エロナンデス）
- 少女緊縛責め 催眠2穴破壊（3月1日、CORE）
- 震感調教 〜vibrateアクメ〜 有本紗世（3月1日、中嶋興業）
- 薬漬けイジメ学級 優等生がアナル・二穴ファック・パイパン・浣腸で∞（無限）発情（3月6日、V&Rプロダクツ）
- 催眠洗脳淫語 孕ませ中出し三者面談（3月6日、V&Rプロダクツ）
- 女子校生強制中出し 女子校生マニアが拉致監禁して無理やり生ハメ中出し（3月7日、TMA）
- アナルぴくぴくレズビアン（3月19日、レズれ！）
- いたいけな可愛い教え子を媚薬で発情させて猥褻行為を続ける小○校教師（3月21日、I.B.WORKS）
- ろりパイパン/元木小夜（3月28日、オルタックスピクチャーズ）※「元木小夜」名義
- フィスト解禁 優等生MEGA2穴 有本紗世 JK前後穴挿入実験（4月1日、ヴィ）
- 禁欲の入院生活 担当看護師が忌引でその日だけ担当になった新人看護師が照れ屋だけど根スケベだった…どうする？（4月1日、TOY GIRL）
- 月刊 パンティストッキングマニア Vol.26 誘惑パンティストッキングオナニー（4月4日、DENIER）
- ロリ専科 ロリっ娘フェラ ぎこちないフェラだけど懸命におしゃぶり！萌えっ娘11人！（4月4日、ロリ専科）
- 就活中のリクルートスーツの蒸れた脚で（4月5日、フリーダム）
- ナンパガチ交渉！素人娘にフェラチオお願いしました！（4月11日、S級素人）
- 父娘痴漢 超満員電車で痴漢した女子校生がまさかの娘！しかし興奮が抑えられずそのまま痴漢して禁断の近親相姦痴漢してしまいました。（4月24日、アパッチ）
- 全裸角オナニー 3（4月25日、アロマ企画）
- 肛門マ●コ白目フィスト 〜鉄拳アクメ女子校生〜（5月1日、ヴィ）
- 泌尿器科のナースのお仕事 〜こんなオチ●チンで彼女や奥さん満足してますか？〜（5月1日、ヴィ）
- 二人の可愛い妹たちと仲良く寝ていた俺は、とりあえず左隣で寝ている妹とSEXした。（5月9日、TMA）
- 10代少女限定ナンパ！ クリ派でもナカ派でも素股って気持ちいい！クリが擦れてハメてるよりも感じちゃう！アソコぐちゅぐちゅ素股体験！（5月10日、アイエナジー）
- 爺と孫の小さな恋の物語 有本紗世（5月18日、思春期.com）
- M字開脚で向かい合い至近距離でパンチラ見せながら手コキしてくれるご奉仕系おんなのこ（5月25日、アロマ企画）
- 優等生の初脱糞 〜緊縛脱糞調教〜（5月25日、オペラ）
- しろうと関西円光（中田氏） ゆう＆さえ（6月1日、プラム）
- 女子校生のブルマと太もも 〜キレると怖い真面目女子達〜（6月5日、フリーダム）
- 完全主観 罵倒地獄 Vol.4 〜そのドギツイ痛罵と軽蔑した表情で感じてしまう僕〜（6月5日、フリーダム）
- ごっくん志願！12 ザーメン洗礼を受ける美少女 有本紗世（6月6日、映天）
- 侵入者（6月11日、DID企画）
- 幼膣破壊 8 援交少女ボコボコ輪姦 清純少女一生トラウマ号泣編 はな 中3 NAKASAN（6月13日、幼獄）
- 素人娘おマ○コおっぴろげコレクション 6（7月4日、映天）
- 新足裏 生足とストッキングの足裏 Vol.2（7月5日、フリーダム）
- AV女優のお部屋に寝起き訪問！（7月11日、アクティブクリエイト）
- アナルなら何度中出ししても妊娠しないから妹を風呂場でレイプする鬼畜兄（7月11日、青空ソフト）
- メガネっ子風呂 4時間（7月13日、ケー・トライブ）
- パイパン中出し 4時間 vol.4（7月13日、ケー・トライブ）
- 指オナニーをジュポジュポ見せつけてくる彼女にとまらない勃起。（7月18日、SEX Agent）
- 小便拷問・ロリクラッシュ 有本紗世（7月19日、ドグマ）
- 私の前で愛しあいなさい 4時間12名全6話撮りおろしSP（7月19日、レズれ！）
- 薬漬けイジメ学級 優等生がアナル・二穴ファック・パイパン・浣腸で∞（無限） 発情5時間DX（7月24日、V＆Rプロダクツ）
- 極限2穴痴漢 スペシャル 4 毎日、バスで見かける下校中パイパン○学生2人組を2穴同時中出し（7月24日、ナチュラルハイ）
- 大学生の盗撮アルバイト 素人の裸買取ります（7月24日、AKNR）
- トリプルレズビアン 15（7月25日、クリスタル映像）
- 美少女アナルFUCK BEST 4時間（7月25日、TMA）
- 三度の飯よりセックス好きの好色医師が勤務する最低の産婦人科へ不妊治療にやってきた人妻たち Vol.2（7月31日、Jump-av）
- アナル拡張術（8月5日、ラハイナ東海）
- 山梨県○谷 田舎の混浴温泉で出会った地元のパイパン○学生たちは都会のデカチンに興味津々（8月7日、ディープス）
- 思春期.comザ・ベスト8時間（8月10日、思春期.com）
- 美少女50人尻突き 2 美少女たちのプルンプルンお尻をパンパン突きまくりハメまくり 2枚組8時間（8月10日、ケー・トライブ）
- ピストン騎乗位アナルオナニー 2（8月12日、ラハイナ東海）
- NITRO CORE BEST 8時間（8月22日、クリスタル映像）
- 背は低いのにEP【エロ・ポテンシャル】高い天然小悪魔（8月25日、M男パラダイス）
- 森の中の妖精たち。真夏の林間学校。（9月1日、ミニマム）
- CORE2014年上半期拷問史（9月1日、CORE）
- 生き写し美少女姉妹 甦りレズビアン-死してもなお、家族を見守り続ける美しき愛-（9月19日、V＆Rプランニング）
- 美女と包茎 5 オール真性包茎しゃぶり（9月19日、映天）
- 顔面騎乗足コキ（9月19日、OFFICE K’S）
- きつつきフェラ No.4（9月19日、SEX AGENT）
- JKぬるぬるオマンコディルドオナニー 2（9月19日、虎堂）
- TJ的プライベート調教 奴隷志願（9月19日、ドグマ）
- 本物女王様 レズSM ザ・ベスト（9月19日、MEGAMI）
- 3日間オナ禁させた素人男子を朝まで焦らして悶えさせ、そのイキガマン顔をじっくり撮影しちゃいました（9月25日、アマチュアインディーズ）
- 放課後の教室でロリビッチたちに飼われる僕（9月25日、アマチュアインディーズ）
- ダブルS女 M男の急所イカセ！（9月25日、M男パラダイス）
- “社内”で感じるOLと“関係”で感じるOL（9月26日、BALTAN）
- 拉致監禁（9月29日、DID企画）
- アナル【括約筋】究極拡張（9月30日、ラハイナ東海）
- 制服姿でエッチな課外授業（10月1日、S-Cute）
- 巨乳美人とちっぱいロリ（10月1日、S-Cute）
- JKうねるバイブぶっ刺し腰くねオナニー 2（10月3日、OFFICE K’S）
- 素人レズナンパ VOL.3 ウブな素人娘の初めてのレズ体験（10月3日、OFFICE K’S）
- マゾ淫語6（10月10日、クリスタル映像）
- セーラーアクオス性奴隷化計画（10月10日、GIGA）
- 【素人ドッキリ！】溶ける水着で男湯入って下さい！！（10月13日、はじめ企画）
- ガン見淫語責め（10月17日、OFFICE K’S）
- 体液したたるレズ陵辱ペニバン（10月19日、MEGAMI）
- 夏休みにマジックミラー号初乗車！温泉街で見つけた女子大生を電マ初体験で4回イカせて…マン汁グチョグチョになったところをヌプッと即ハメ！（10月23日、SODクリエイト）
- 二人きりの夏休み（11月1日、S-Cute）
- 虎馬文化女子学園 変態心理学科催眠コース（11月11日、トラウマアート）
- NEO 白い性欲（11月19日、ドグマ）
- よつんばいフェラ 手を使わずお口だけで口内射精（11月21日、SEX Agent）
- 誘惑見せつけまんぐりディルドオナニー（11月21日、虎堂）
- 外性器マニア 女子校生スペシャル20人（11月21日、V＆Rプランニング）
- 本気で感じちゃう美尻もみ（11月21日、OFFICE K’S）
- 鼻上被せ（11月25日、DID企画）
- 薬漬けイジメ学級 優等生がアナル・二穴ファック・パイパン・浣腸で∞発情（11月28日、V＆R PRODUCE）
- 肛門性愛者 4（12月5日、映天）
- 危機は突然（12月5日、DID企画）
- セックスが溶け込んでいる日常 学園生活で「常に性交」女子高生（12月6日、SODクリエイト）
- 「早くしないと赤ちゃんできちゃう！」妹の妊娠を心配するお姉ちゃんが禁断のクンニで中出しされた精子を吸い取りごっくん！（12月6日、ナチュラルハイ）
- 大好きなお姉ちゃんの友達をレズる妹〜姉と2人だけの時間を邪魔する友達に嫉妬する妹と姉のマネをしないと気が済まない妹〜（12月6日、Hunter）
- 肛門蹂躙淫乱美少女（12月16日、ラハイナ東海）
- 美少女即ハメ白書 31（12月19日、プレステージ）
- ディルドオナニーを初体験する素人娘たちの腰振りが凄い！5（12月19日、映天）
- 射精（イッ）てもしゃぶり続けるフェラ好き娘 vol.10（12月19日、映天）
- マニアが選んだザーメン溜め飲み ベスト10（12月19日、映天）
- 絶対挿れてはいけない股コキ（12月19日、SEX Agent）
- 小便痴女姉妹（12月19日、OFFICE K’S）
- 女子校生 プロレス部（12月19日、OFFICE K’S）
- ご奉仕飲尿クンニ 3（12月19日、OFFICE K’S）
- 悪ノリ 泥酔レズビアン（12月19日、虎堂）
- 秋○原発！JKお散歩 〜援●交際の今〜（12月19日、虎堂）
- 温泉レポートだけのはずが…素人妻ほろ酔いダマし撮り！ 露天で口説いて浮気SEX完全盗撮！ Case5（12月25日、ビッグモーカル）
- 危ない 紗世（12月25日、DID企画）

2015年
- 私たち修学旅行の夜に一晩中犯され続けました。（1月1日、ワンズファクトリー）
- 山奥の温泉旅館で見つけた、愛くるしい修学旅行生たち。シーズン2（1月1日、ミニマム）
- 美少女咽奥奴隷生徒会（1月9日、V＆R PRODUCE）
- 薬漬けイジメ学級 優等生がアナル・二穴ファック・パイパン・浣腸で∞発情5時間DX（1月9日、V＆R PRODUCE）
- 『高偏差値大学に通う地味で真面目そうな眼鏡女子ほど、実は超エロいって本当？』SP（1月9日、S級素人）
- 僕の彼女はアナルも感じるパイパン少女（1月9日、I.B.WORKS）
- 胸ぐら掴み怨恨バトル（1月18日、トラウマアート）
- 限界アナル拡張・連続アナルFUCK ローズバッド 有本紗世（1月19日、ドグマ）
- 勃起チ○ポから目が離せない！見てるだけじゃガマンできない！実はスケベな素人娘のセンズリ鑑賞 VOL.14（1月21日、映天）
- 拘束くすぐり失禁アクメ 2（1月21日、OFFICE K’S）
- ザ･茶巾くすぐり地獄（1月28日、トラウマアート）
- 常識書き換えアプリを手に入れた！！（2月19日、ROCKET）
- ローズバッド・フィスト 二穴完全拡張・無限オルガスム　有本紗世 美咲結衣（3月19日、ドグマ）
- 本物の女子○生を騙して媚薬で興奮させたら白目を剥いて痙攣するんでガン突きしまくりました。（4月13日、 MARX）
- ペニバンレズ弁護士 小早川怜子 （5月22日、クリスタル映像）
- 中嶋興業 LINEUP CATALOGUE Vol.14（6月1日、中嶋興業）
- S-Cute 女の子ランキング 2015 TOP10（6月1日、S-Cute）
- 続・時間よ止まれ！パート3 ～いつでもどこでもハレンチ天国～（6月12日、V＆R PRODUCE）
- ブラック・ローズバッド 有本紗世（6月19日、ドグマ）
- 家族連れで旅館に来たウブな少女に父母たちの目を盗んでワレメグチョ濡れ性感マッサージ（7月10日、V＆R PRODUCE）
- レズ痴漢から始まるビアンOLと従順女子高生の燃えるような激愛（7月10日、V＆R PRODUCE）
- 縄・女囚拷問 菊門被虐花（8月19日、ドグマ）
- 絶対ママにはナイショ あぶない無毛姉妹のだだモレえっち 紗世 まりえ(9月19日、ドグマ) ※4月17日に先行配信済み
- 4 ミッシング少女(9月1日、ドグマ)
- 女子校生のおま◆こおっぴろげ喫茶(9月1日、OFFICE K'S)
- 96h 有本紗世(10月19日、ドグマ)
- アナル中毒女(10月28日、OFFICE K'S)
- 敗戦国の女8 戦利品奴隷にされた姫騎士(11月19日、シネマジック)

### イメージDVD
- ろりパイパン（3月28日、オルスタックソフト販売）※「元木小夜」名義

## 出演

### オリジナルビデオ
- 78days（2015年、アルバトロス） - さやか 役[10]
- 生き写し美少女姉妹　甦る真実の愛（2005年、ホワイト・リリー・ラブ） - 紗世 役[11]